# Cantone di Omont
Il Cantone di Omont era una divisione amministrativa dell'arrondissement di Charleville-Mézières.
A seguito della riforma approvata con decreto del 21 febbraio 2014, che ha avuto attuazione dopo le elezioni dipartimentali del 2015, è stato soppresso.

## Composizione
Comprendeva i comuni di:
- Baâlons
- Bouvellemont
- Chagny
- La Horgne
- Mazerny
- Montigny-sur-Vence
- Omont
- Poix-Terron
- Singly
- Touligny
- Vendresse